# Syndesus luki
Syndesus luki là một loài bọ cánh cứng trong họ Lucanidae. Loài này được Onore Bartolozzi & Ziloni mô tả khoa học năm 2011.